# Eoasthena sarramea
Eoasthena sarramea är en fjärilsart som beskrevs av Holloway 1979. Eoasthena sarramea ingår i släktet Eoasthena och familjen mätare. Inga underarter finns listade i Catalogue of Life.